# Сарата-Дрегушень
Сарата-Дрегушень, Сарата-Дрегушені (рум. Sarata-Drăgușeni) — село у повіті Ботошані в Румунії. Входить до складу комуни Дрегушень.
Село розташоване на відстані 408 км на північ від Бухареста, 38 км на північ від Ботошань, 117 км на північний захід від Ясс.

## Населення
За даними перепису населення 2002 року у селі проживали 179 осіб, усі — румуни. Усі жителі села рідною мовою назвали румунську.